# Bershka

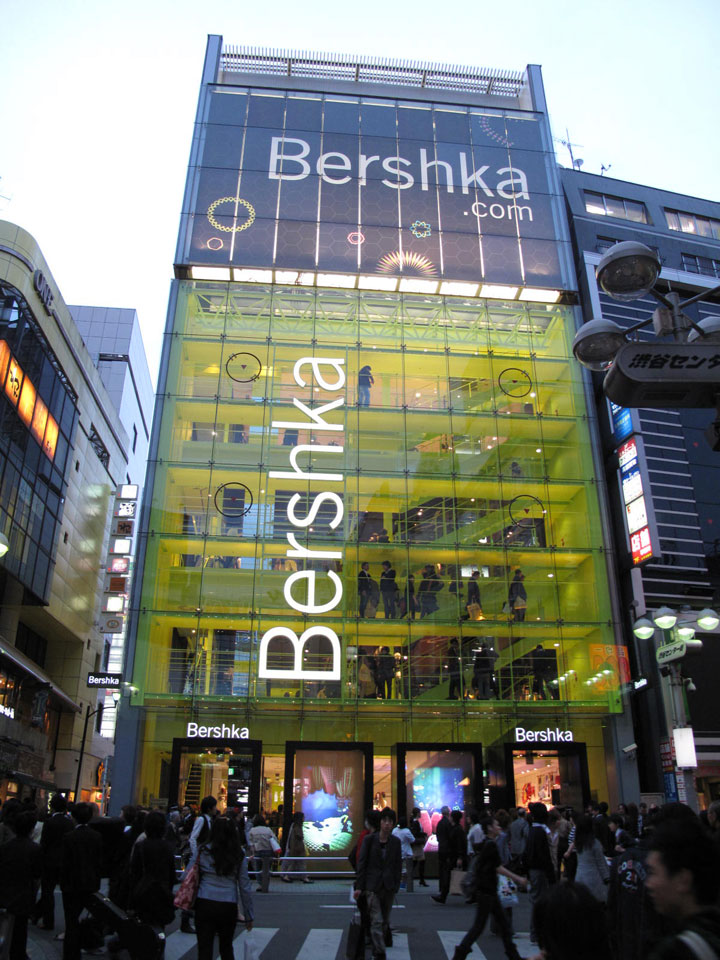
1 cửa hàng Bershka ở Tokyo Japan

Bershka (phát âm tiếng Tây Ban Nha: [ˈberʃka], [ˈberska]) là một hãng bán lẻ và là một phần của tập đoàn Tây Ban Nha Inditex (cùng sở hữu các nhãn hiệu Zara, Massimo Dutti, Pull and Bear, Oysho, Uterqüe, Stradivarius và Zara Home). Công ty thành lập tháng 4 năm 1998, ban đầu là một cửa hàng ý tưởng thời trang. Hiện tại hãng có 910 cửa hàng trên 64 quốc gia. Doanh số bán hàng của Bershka chiếm 10% của tập đoàn Inditex.
Vào ngày 6 tháng 9 năm 2011, công ty (cùng với các nhãn hiệu đồng sở hữu) khai trương thị trường trực tuyến ở Pháp, Đức, Ý, Hà Lan, Bồ Đào Nha, Tây Ban Nha và Vương quốc Anh.
Mặt hàng Beshka đa dạng từ giày dép quần áo phụ kiện thời trang nam nữ. Ở Việt Nam những năm gần đây bắt đầu chuộng Bershka